# Prochiloneurus americanus
Prochiloneurus americanus är en stekelart som först beskrevs av Girault 1917.  Prochiloneurus americanus ingår i släktet Prochiloneurus och familjen sköldlussteklar. Inga underarter finns listade i Catalogue of Life.